# Power Pocket Koushien
Power Pocket Koushien (パワポケ甲子園?) es un videojuego de béisbol y Simulación para Nintendo DS, fue desarrollado por Diamond Head y publicado por Konami en 4 de agosto de 2005, exclusivamente en mercados Japóneses. Fue el octavo juego, como parte de Power Pro Kun Pocket, es el spin-off de la serie Jikkyō Powerful Pro Yakyū, y fue el noveno juego para el Portátil de Nintendo.
- Datos: Q20995181